# Stazione di Komagata
La stazione di Komagata (駒形駅?, Komagata-eki) è una stazione ferroviaria di Maebashi, nella prefettura di Gunma gestita dalla JR East.

## Linee
JR East
■ Linea Ryōmō

## Struttura
La stazione è realizzata in superficie e dispone di un marciapiede laterale e uno a isola, con tre binari totali, dei quali solo due in servizio (il binario centrale è usato per i treni non in servizio).
| Binario | Linea         | Destinazioni principali                |
| ------- | ------------- | -------------------------------------- |
| 1       | ■ Linea Ryōmō | Maebashi, Shin-Maebashi e Takasaki     |
| 3       | ■ Linea Ryōmō | Isesaki, Kiryū, Ashikaga, Sano e Oyama |

## Stazioni adiacenti
| «               | Servizio    | »           |
| Linea Ryōmō     | Linea Ryōmō | Linea Ryōmō |
| --------------- | ----------- | ----------- |
| Maebashi-Ōshima | -           | Isesaki     |